# Мюрцштегские реформы
Мюрцштегские реформы — программа изменения управления Македонии и Косово под османской властью, частично реализованная в 1904—1909 годах.

## История
Реформы получили имя по названию австрийского города Мюрцштег, где с 30 сентября по 2 октября 1903 года велись переговоры по сохранению статус-кво на Балканах между императором Австро-Венгрии Францем Иосифом и министром иностранных дел Агенором Голуховским, с одной стороны, и российским императором Николаем II и министром Владимиром Ламсдорфом, с другой. Встреча состоялась непосредственно после Илинденского восстания и была призвана найти компромисс между османскими властями и христианским большинством.
Реформы предполагали:
- реорганизацию полиции и жандармерии (включение христиан) с участием иностранных офицеров;
- финансовые реформы (собственный бюджет каждого вилайета, замена десятины поземельным налогом);
- судебные реформы (назначение судий-христиан).

В помощь главному инспектору Македонии Хусейну Хилми-паше назначались гражданские советники.
Реформы были свернуты после младотурецкой революции.